# Unité urbaine de Saint-Nazaire-d'Aude
L'unité urbaine de Saint-Nazaire-d'Aude est une unité urbaine française centrée sur la ville de Saint-Nazaire-d'Aude, dans département de l'Aude. 

## Données générales
En 2010, selon l'INSEE, l'unité urbaine de Saint-Nazaire-d'Aude est composée de deux communes, toutes situées dans le département de l'Aude, plus précisément dans l'arrondissement de Narbonne.
L'unité urbaine de Saint-Nazaire-d'Aude est un pôle urbain de l'aire urbaine de Narbonne.

## Délimitation de l'unité urbaine de 2010
L'unité urbaine de Saint-Nazaire-d'Aude selon la nouvelle délimitation de 2010 et population municipale de 2014.
| Nom                   | Code Insee | Département | Statut       | Superficie (km2) | Population (dernière pop. légale) | Densité (hab./km2) | Modifier                                    |
| --------------------- | ---------- | ----------- | ------------ | ---------------- | --------------------------------- | ------------------ | ------------------------------------------- |
| Saint-Marcel-sur-Aude | 11353      | Aude        | banlieue     | 8,37             | 2 019 (2022)                      | 241                | modifier les données · modifier les données |
| Saint-Nazaire-d'Aude  | 11360      | Aude        | ville-centre | 8,63             | 2 104 (2022)                      | 244                | modifier les données · modifier les données |

## Évolution démographique
| 1968  | 1975  | 1982  | 1990  | 1999  | 2009  | 2014  | 2015  | 2018  |
| ----- | ----- | ----- | ----- | ----- | ----- | ----- | ----- | ----- |
| 1 581 | 1 565 | 1 781 | 2 033 | 2 381 | 3 461 | 3 870 | 3 947 | 4 074 |

| 2020  | - | - | - | - | - | - | - | - |
| ----- | - | - | - | - | - | - | - | - |
| 4 104 | - | - | - | - | - | - | - | - |

## Sources
1. ↑  Composition communale de l'unité urbaine de Saint-Nazaire-d'Aude selon le nouveau zonage de 2010
2. ↑  Population légale de l'unité urbaine de Saint-Nazaire-d'Aude